# Lista över albumettor på Gaon Chart 2010
Detta är en lista över albumettor på Gaon Chart under år 2010. Gaon Chart är sammanställningen av försäljningen av musik i Sydkorea och drivs av Korea Music Content Industry Association (KMCIA). Album Chart publiceras varje vecka och visar listan över de mest sålda albumen i landet genom fysisk försäljning. Album Chart, som inkluderar studioalbum, EP-skivor och singelalbum, är en sammanställning av data försedd av landets största musikförsäljare och distributörer.

## Vecka

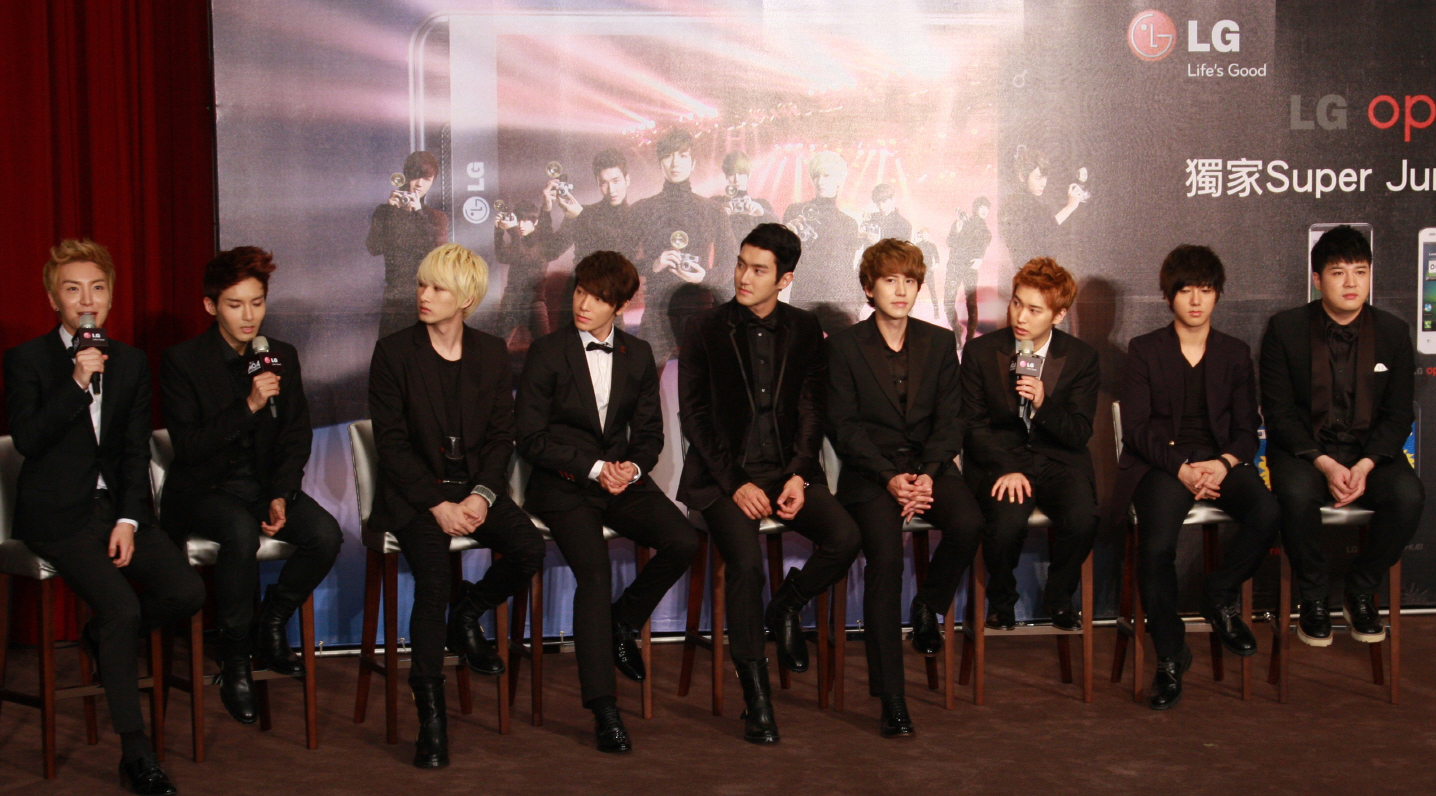
Super Junior låg etta på listan i tre veckor med två versioner av sitt album Bonamana, vilket också var årets mest sålda album i Sydkorea.

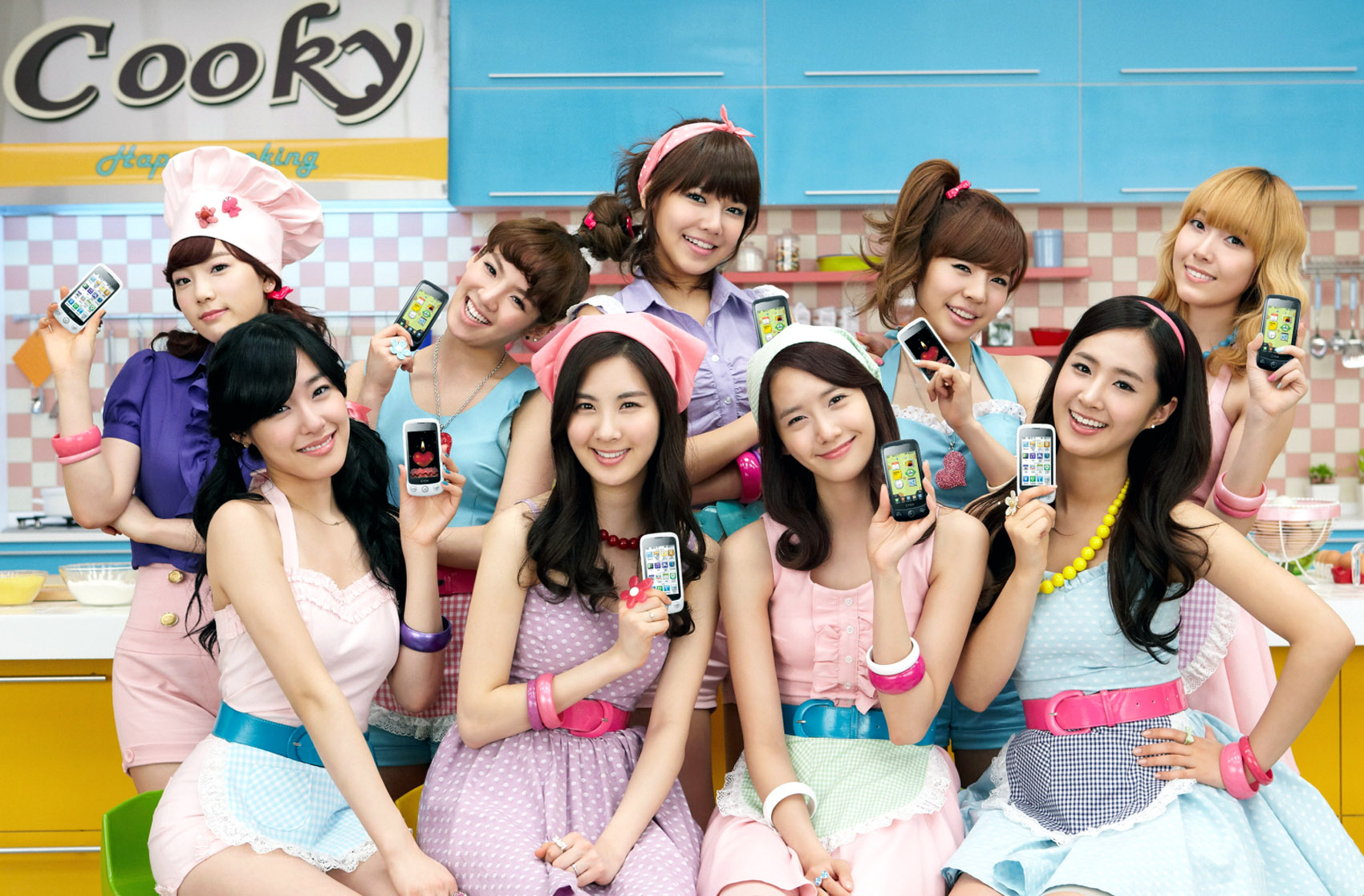
Girls' Generation låg etta på listan i sex veckor med tre olika albumsläpp under året.

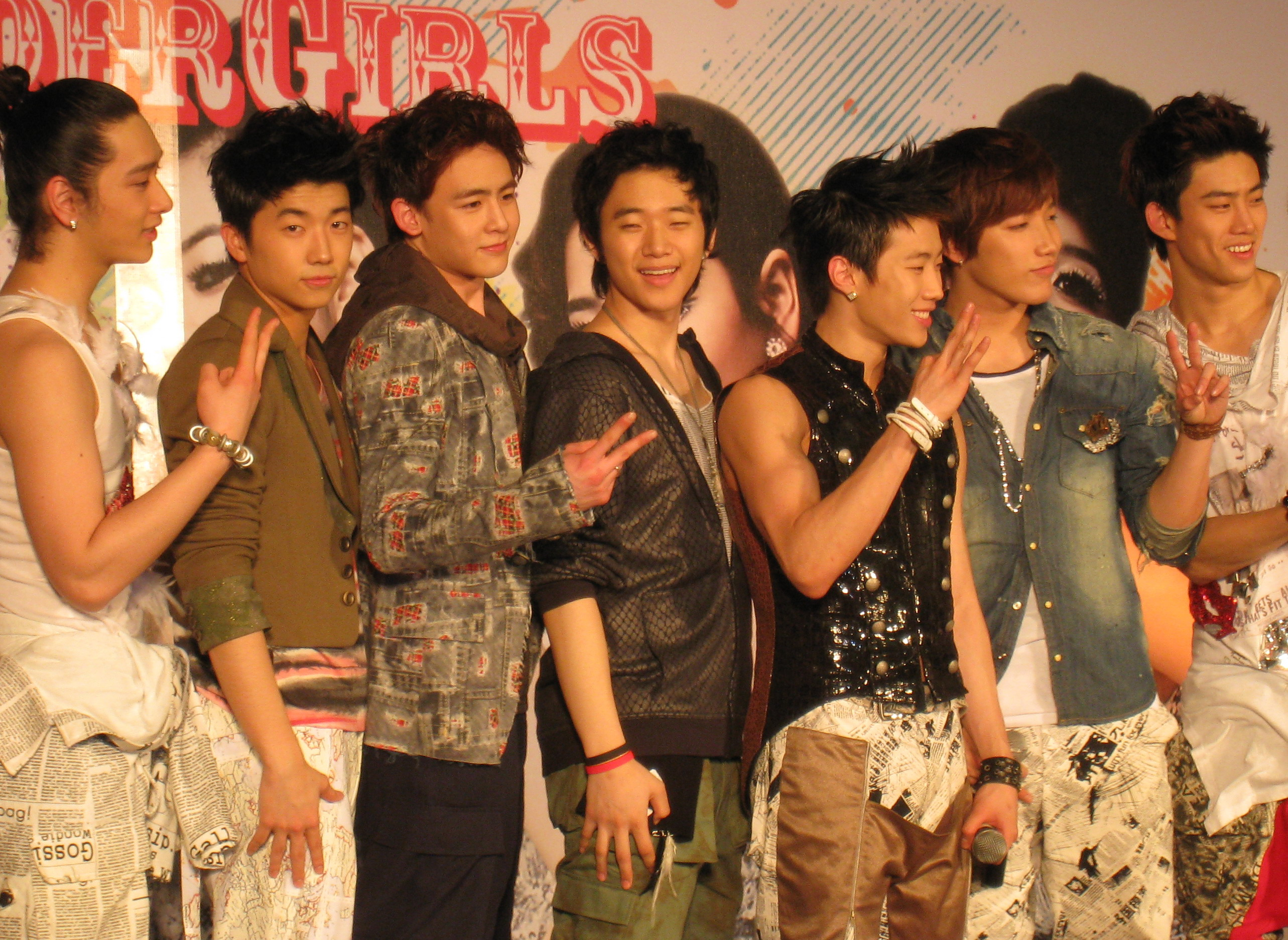
2PM låg etta på listan i fyra veckor med tre olika albumsläpp under året.

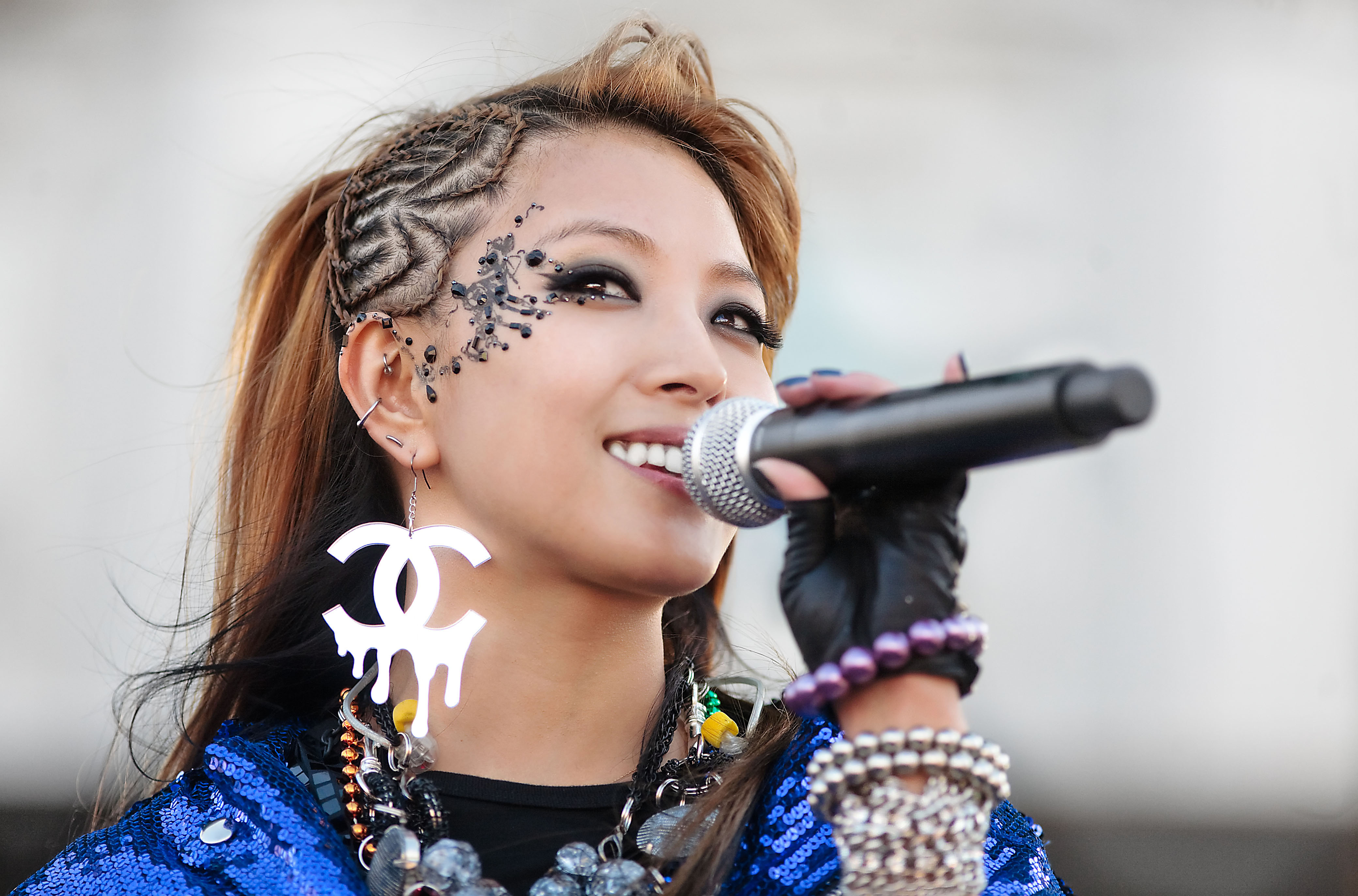
BoA var den enda soloartisten som låg etta på listan två veckor i rad.

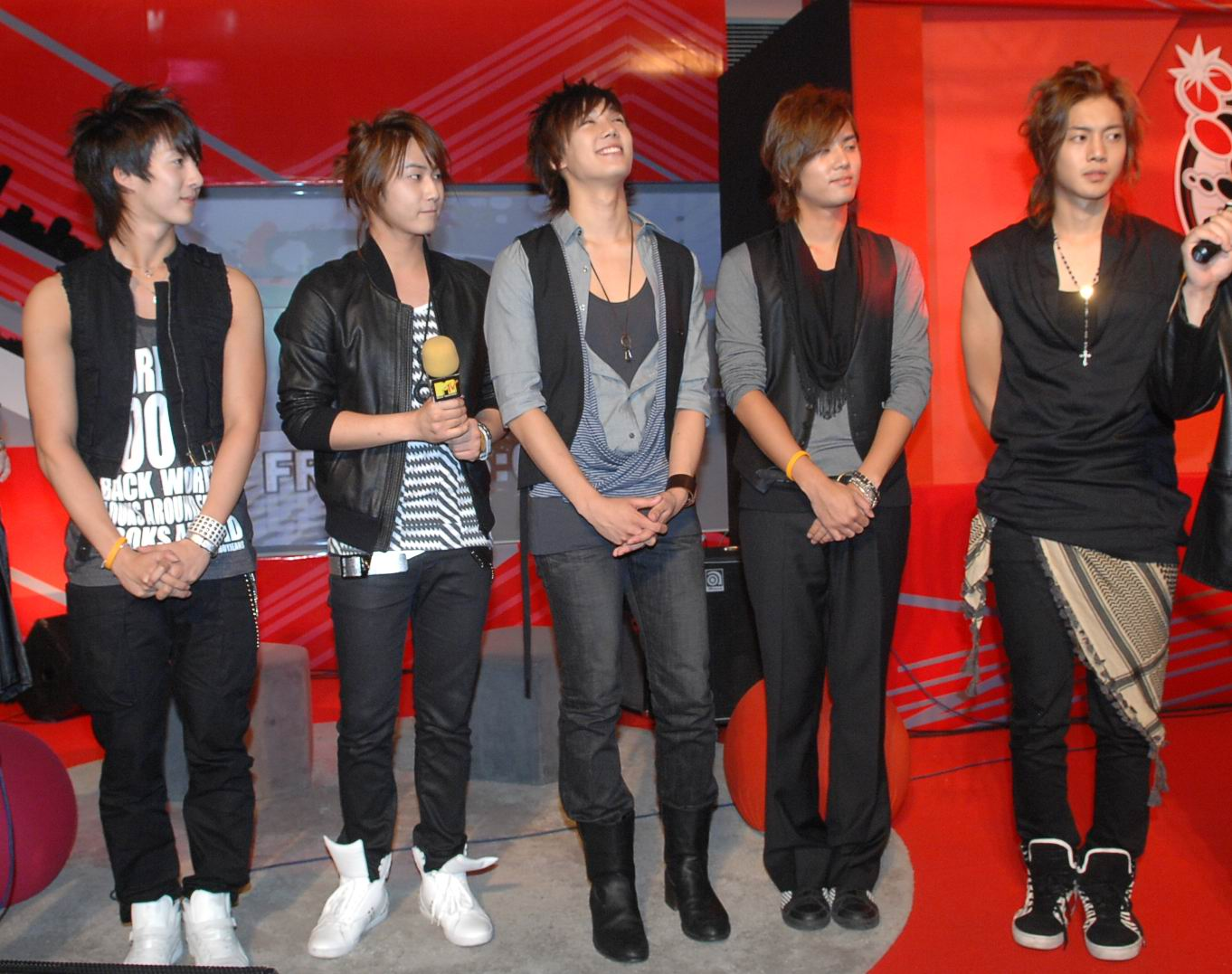
SS501 låg etta på listan i fyra veckor med två olika albumsläpp under året.

| Datum  | Artist            | Albumtitel                      |
| ------ | ----------------- | ------------------------------- |
| 2 jan  | 2PM               | 01:59PM                         |
| 9 jan  | 2PM               | 01:59PM                         |
| 16 jan | CNBLUE            | Bluetory                        |
| 23 jan | CNBLUE            | Bluetory                        |
| 30 jan | Girls' Generation | Oh!                             |
| 6 feb  | Girls' Generation | Oh!                             |
| 13 feb | Girls' Generation | Oh!                             |
| 20 feb | Kara              | Lupin                           |
| 27 feb | Im Chang-jung     | Im Chang-jung Best              |
| 6 mar  | TVXQ              | Best Selection 2010             |
| 13 mar | Epik High         | Epilogue                        |
| 20 mar | 2AM               | I Did Wrong                     |
| 27 mar | Girls' Generation | Run Devil Run                   |
| 3 apr  | G-Dragon          | Shine a Light                   |
| 10 apr | Rain              | Back to the Basic               |
| 17 apr | (Flera artister)  | Shining Inheritance OST         |
| 24 apr | 2PM               | Don't Stop Can't Stop           |
| 1 maj  | (Flera artister)  | IRIS OST                        |
| 8 maj  | Lee Seung-chul    | Lee Seung-chul 25th Anniversary |
| 15 maj | Super Junior      | Bonamana                        |
| 22 maj | Super Junior      | Bonamana                        |
| 29 maj | Lee Seung-hwan    | Dreamizer                       |
| 5 jun  | SS501             | Destination                     |
| 12 jun | SS501             | Destination                     |
| 19 jun | SS501             | Destination                     |
| 26 jun | Big Bang          | 2010 Big Show                   |
| 3 jul  | Super Junior      | Bonamana                        |
| 10 jul | Taeyang           | Solar                           |
| 17 jul | Jay Park          | Count On Me                     |
| 24 jul | SHINee            | Lucifer                         |
| 31 jul | SHINee            | Lucifer                         |
| 7 aug  | BoA               | Hurricane Venus                 |
| 14 aug | BoA               | Hurricane Venus                 |
| 21 aug | Supernova         | Time to Shine                   |
| 28 aug | Taeyang           | Solar                           |
| 4 sep  | Wheesung          | RealSlow is Back                |
| 11 sep | 2NE1              | To Anyone                       |
| 18 sep | (Flera artister)  | Sunggyunkwan Scandal OST        |
| 25 sep | SS501             | Rebirth                         |
| 2 okt  | (Flera artister)  | Sunggyunkwan Scandal OST        |
| 9 okt  | SHINee            | Hello                           |
| 16 okt | 2PM               | Still 2:00PM                    |
| 23 okt | JYJ               | The Beginning                   |
| 30 okt | Girls' Generation | Hoot                            |
| 6 nov  | Girls' Generation | Hoot                            |
| 13 nov | Beast             | Lights Go On Again              |
| 20 nov | Kara              | Jumping                         |
| 27 nov | JYJ               | The Beginning                   |
| 4 dec  | SM the Ballad     | Miss You                        |
| 11 dec | Brown Eyed Soul   | Brown Eyed Soul                 |
| 18 dec | Park Hyo-shin     | Gift Pt. 2                      |

## Månad
| Månad | Artist            | Albumtitel        |
| ----- | ----------------- | ----------------- |
| Jan   | Girls' Generation | Oh!               |
| Feb   | Girls' Generation | Oh!               |
| Mar   | Girls' Generation | Run Devil Run     |
| Apr   | Rain              | Back to the Basic |
| Maj   | Super Junior      | Bonamana          |
| Jun   | Super Junior      | Bonamana          |
| Jul   | SHINee            | Lucifer           |
| Aug   | BoA               | Hurricane Venus   |
| Sep   | 2NE1              | To Anyone         |
| Okt   | Girls' Generation | Hoot              |
| Nov   | JYJ               | The Beginning     |
| Dec   | G-Dragon & T.O.P  | GD & TOP          |